# Філіп Каша
Філіп Каша (чеськ. Filip Kaša, нар. 1 січня 1994, Острава, Чехія) — чеський футболіст, центральний захисник клубу «Вікторія» (Пльзень) та національної збірної Чехії.

## Клубна кар'єра
Філіп Каша народився у місті Острава і є вихованцем місцевого клубу «Банік». У березні 2014 року він дебютував у першій команді у матчах Гамбрінус ліги. Влітку 2016 року Каша перебрався до сусідньої Словаччини, де приєнався до клубу «Жиліна», з яким вигравав чемпіонат Словаччини.
У серпні 2020 року Каша як вільний агент повернувся до Чехії, де підписав контракт з клубом «Вікторія» (Пльзень).

## Збірна
У 2017 році у складі молодіжної збірної Чехії Філіп Каша брав участь у молодіжному Євро у Польщі. Але за весь турнір каша так і не вийшов на поле.
У вересні 2021 року у матчі відбору до чемпіонату світу 2022 року прти команди Бельгії Філіп Каша дебютував у національній збірній Чехії.

## Досягнення
- Чемпіон Словаччини (1):

«Жиліна»: 2016-17
- Чемпіон Чехії (1):

«Вікторія» (Пльзень): 2021-22